# Armand Bernard (jurist)
Armand Bernard, född den 8 mars 1868 i Montbéliard, död i augusti 1935 i Monte Carlo, var en fransk jurist och diplomat.
Bernard blev 1922 advokat vid kassationsdomstolen i Paris efter en växlingsrik karriär i inrikesministeriet, vid olika prefekturer och slutligen som prefekt i flera departement. Bernard var 1924–1929 Frankrikes minister i Sverige.